# 方舟 (嘉靖進士)
方舟（1499年—？），字時濟，號柳溪，直隸徽州府婺源縣人，民籍，明朝政治人物。

## 生平
嘉靖四年（1525年）乙酉科應天府鄉試第一百二名舉人。嘉靖八年（1529年）中式己丑科會試第三百十二名，登第三甲第九十名進士。初授浙江富阳县知县，擢升刑部主事，改南京礼部主事，十五年十一月因张延龄案降二级调外任。後历官宝庆府知府，升長蘆都轉盐运使。

## 家族
曾祖方思達；祖父方豹；父方建，母胡氏。具庆下。